# Hátborzongató völgy

Az alanyok feltételezett érzelmi reakcióit Masahiro Mori kijelentései alapján egy robot antropomorfizmusával vetítjük össze. A hátborzongató völgy a „majdnem” emberinek tűnő robotokkal szembeni negatív érzelmi reakciók régiója. A mozgás felerősíti az érzelmi reakciót.

Az esztétikában a hátborzongató völgy (angol nyelven: uncanny valley, japán nyelven: 不気味の谷 bukimi no tani) egy feltételezett kapcsolat egy tárgy emberhez való hasonlósága és a tárgyra adott érzelmi reakció között. A koncepció azt sugallja, hogy az olyan humanoid tárgyak, amelyek tökéletlenül hasonlítanak a valódi emberi lényekre, a nyugtalanság és az ellenszenv furcsa vagy furcsán ismerős érzéseit váltják ki a megfigyelőkből. A „völgy” az emberi megfigyelőnek a másolattal szembeni affinitásának csökkenését jelzi, egy olyan viszonyt, amely egyébként a másolat emberi hasonlóságával növekszik.
Példák találhatók a robotikában, a 3D-s számítógépes animációkban és az élethű babákban. A virtuális valóság, a kiterjesztett valóság és a fotorealisztikus számítógépes animációk egyre nagyobb elterjedésével a „völgyet” az alkotás valósághűségére reagálva idézték, ahogy az a valóságtól való megkülönböztethetetlenséghez közelít. A hátborzongató völgy hipotézis azt jósolja, hogy egy majdnem emberinek tűnő entitás azt kockáztatja, hogy hideg, hátborzongató érzéseket vált ki a nézőkből.

## Etimológia
Maszahiro Mori robotikaprofesszor 1970-ben azonosította először a fogalmat, és a "不気味の谷現象" ("bukimi no tani genshō") kifejezéssel fogalmazta meg. 1978-ban Jasia Reichardt Robots: Fact, Fiction, and Prediction című könyvében a kifejezést hátborzongató völgyként fordította le. Idővel ez a fordítás a fogalmat akaratlanul is összekapcsolta Ernst Jentsch 1906-os A hátborzongató pszichológiájáról című esszéjében megalkotott pszichoanalitikus fogalommal, a hátborzongatóval, amelyet aztán Sigmund Freud 1919-es A hátborzongató (Das Unheimliche) című esszéjében híres kritikával illetett és kibővített.

## Hipotézis

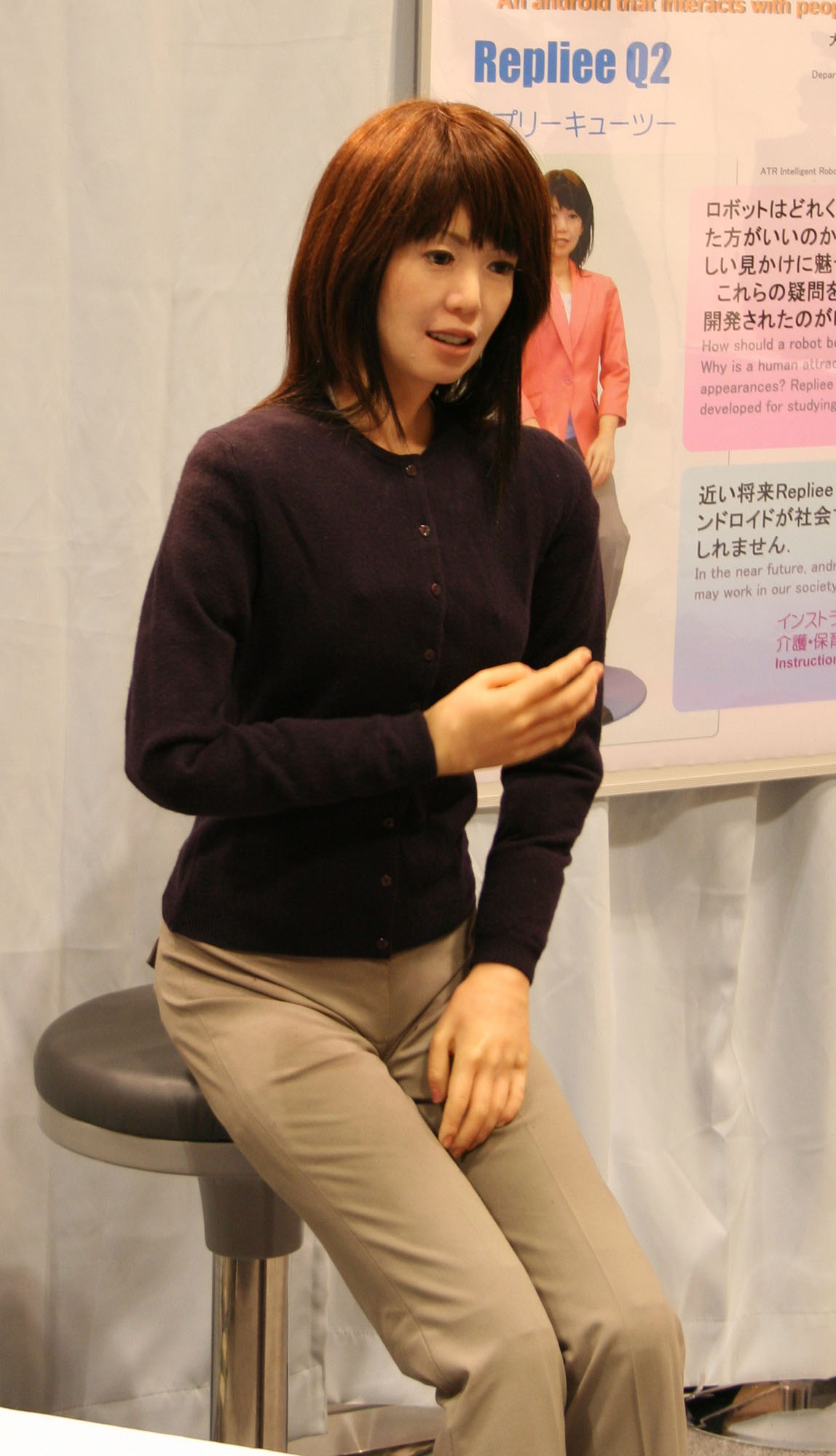
Egy olyan kísérletben, amelyben az emberi hasonmás robot Repliee Q2 (a képen), a Repliee alatti fedetlen robotszerkezet és a valódi ember, aki a Repliee modellje volt, szerepelt, az emberi hasonmás váltotta ki a legmagasabb szintű tükörneuron-aktivitást

Mori eredeti hipotézise szerint, ahogy egy robot megjelenése egyre emberibbé válik, egyes megfigyelők érzelmi reakciója a robotra egyre pozitívabbá és empatikusabbá válik, egészen addig a pontig, amíg el nem éri azt a pontot, amelyen túl a reakció gyorsan erős undorba fordul. Ahogy azonban a robot megjelenése egyre kevésbé válik megkülönböztethetővé az embertől, az érzelmi reakció ismét pozitívvá válik, és megközelíti az ember-ember empátiaszintet.
Ez az a terület, ahol a valamennyire emberi és a teljesen emberi entitás közötti megjelenésű és mozgású robot által kiváltott taszító reakció a hátborzongató völgy. Az elnevezés azt a gondolatot ragadja meg, hogy egy majdnem ember kinézetű robot egyes emberek számára túlságosan furcsának tűnik, a furcsaság érzését kelti, és így nem váltja ki a produktív ember-robot interakcióhoz szükséges empátiás választ.

## Elméleti alap
Számos elméletet javasoltak a jelenség hátterében álló kognitív mechanizmus magyarázatára:
- Párválasztás: Az arc és a test látható, e tulajdonságokat előre jelző vonásai alapján az alacsony termékenységű, rossz hormonális egészségű vagy nem hatékony immunrendszerrel rendelkező társak kiválasztásának elkerülésére irányuló, kifejlődött kognitív mechanizmus aktiválásával averziót vált ki.[8]
- Kórokozók elkerülése: A hátborzongató ingerek aktiválhatnak egy olyan kognitív mechanizmust, amely eredetileg arra fejlődött ki, hogy a potenciális kórokozóforrások elkerülését motiválja az undorválasz kiváltásával. „Minél emberibbnek tűnik egy organizmus, annál erősebb az ellenszenv a hibáival szemben, mivel (1) a hibák betegségre utalnak, (2) az emberibbnek tűnő organizmusok genetikailag közelebb állnak az emberhez, és (3) a genetikai hasonlósággal nő a betegséget okozó baktériumok, vírusok és más paraziták elkapásának valószínűsége.”[8] Az androidok, robotok és más animált emberi karakterek vizuális anomáliái riadalmi és undorító reakciókat váltanak ki, hasonlóan a hullákéhoz és a láthatóan beteg egyedekéhez.[9][10]